# Qasr al-Bint

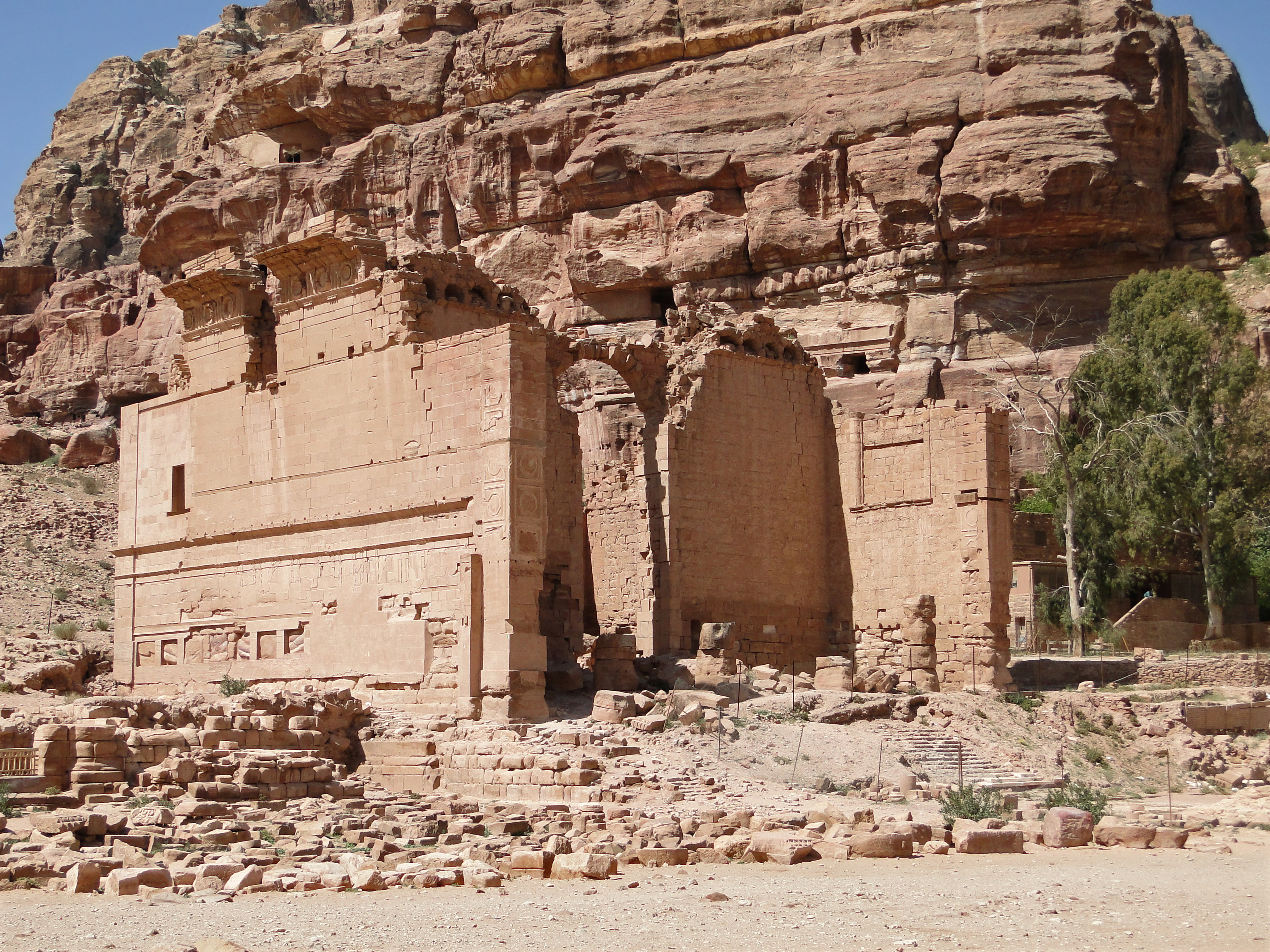
Le Qasr al-Bint

Le Qasr al-Bint était un des principaux temples de la cité de Pétra et est une des rares structures construites (plutôt que creusées dans la roche) encore relativement intacte.

## Historique et description
Le monument fut construit à l'époque nabatéenne, vers l'an 30 av. J.-C.. Les blocs de grès jaune furent pour la plupart transportés depuis une carrière située à quelques centaines de mètres en aval dans le wadi es-Siyagh. 
Le bâtiment était haut de 23 mètres dans sa version initiale. 
Si le nom donné par les bédouins (Qasr al-Bint Firaun) signifie « le palais de la fille du Pharaon », il s'agissait en fait du plus grand lieu de culte de la cité, a priori consacré au dieu Dusares, et peut être également à la déesse Al-Uzza.
Après la conquête romaine, il est modifié et adapté aux dieux romains, peut-être à Apollon, et conserve une position centrale dans la cité, à l'extrémité de la rue principale (Cardo Maximus) et à proximité immédiate du principal temple romain et du marché.
Le temple, probablement déjà peu actif et endommagé vers la fin du IIIe siècle, est presque totalement détruit par le tremblement de terre du 19 mai 363 avant d'être vraisemblablement abandonné. Il a été largement restauré au XXe siècle.